# Jürgen Bergener
Jürgen Dieter Bergener (* 18. Dezember 1961 in Lubbock, Texas) ist ein deutscher Fußballkommentator. Er besitzt außerdem die amerikanische Staatsbürgerschaft.

## Werdegang
Jürgen Bergener nahm zunächst ein Studium an der Deutschen Sporthochschule Köln auf, das er als Diplom-Sportlehrer abschloss.
Seine Laufbahn als Fußballspieler brachte ihn bis in die Oberliga, ehe er diese wegen einer Verletzung vorzeitig beenden musste.
Seine journalistische Laufbahn begann im Jahr 1987 anschließend in der Sportredaktion des Westdeutschen Rundfunks, bei dem er seitdem Spiele der Fußball-Bundesliga für die Sportschau kommentiert. Zu den Höhepunkten seiner bisherigen journalistischen Tätigkeiten zählt nach seinen Angaben ein einstündiges Exklusivinterview mit dem argentinischen Fußballstar Diego Maradona.
Bergener, der auch im Besitz der A-Trainerlizenz ist, wurde 1990 Nationalmannschaftsreporter der ARD; seitdem begleitet er die Spiele der deutschen Fußballnationalmannschaft.
Jürgen Bergener ist verheiratet und hat drei Kinder.